# Ligue professionnelle masculine de hockey sur gazon 2024-2025
Navigation
Saison 5 Saison 7
La Ligue professionnelle masculine de hockey sur gazon 2024-2025 était la sixième saison de la Ligue professionnelle masculine de hockey sur gazon, un championnat de hockey sur gazon pour les équipes nationales masculines.
Le 17 juin 2025, l'Irlande est officiellement reléguée à la Coupe des nations 2025-2026 à la suite de sa défaite 6 - 1 face à l'Australie à Anvers en Belgique.
Le 22 juin 2025, les Pays-Bas remportent la compétition pour la 3e fois à la suite de la victoire de l'Angleterre 2 - 1 face à l'Australie à Londres en Angleterre.
Le 29 juin 2025, l'Espagne se qualifie pour la Coupe du monde 2026 après sa victoire 0 - 2 face à l'Allemagne à Berlin en Allemagne.

## Qualifications
Toutes les équipes ayant terminé dans les 8 premiers de la Ligue professionnelle 2023-2024 se maintiennent.
L'Irlande, dernière de la Ligue professionnelle 2023-2024, est reléguée à la Coupe des nations 2024-2025.
La Nouvelle-Zélande, vainqueur de la Coupe des nations 2023-2024, obtient sa promotion pour la saison 2024-2025.
Le 1er octobre 2024, l'Irlande réintègre la compétition à la suite du forfait de la Nouvelle-Zélande, malgré sa relégation survenue la saison dernière.

### Nations qualifiées
| Compétition                     | Dates                          | Lieu    | Quotas | Qualifiés                                                               |
| ------------------------------- | ------------------------------ | ------- | ------ | ----------------------------------------------------------------------- |
| Ligue professionnelle 2023-2024 | 6 décembre 2023 - 30 juin 2024 | Divers  | 8      | Australie Pays-Bas Angleterre Argentine Belgique Allemagne Inde Espagne |
| Coupe des nations 2023-2024     | 31 mai - 9 juin 2024           | Gniezno | 0      | Nouvelle-Zélande                                                        |
| Réallocation                    | 1er octobre 2024               | NC      | 1      | Irlande                                                                 |
| Total                           | Total                          | Total   | 9      |                                                                         |

## Format
Depuis la saison 2022-2023, l'objectif du format de la compétition est de réduire le nombre de déplacements ainsi que le nombre de disponibilités de joueurs qui laissent une place pour les championnats nationaux avec des mini-tournois réunissant plusieurs équipes pour jouer les unes contre les autres, ainsi qu'un système de promotion/relégation entre le dernier de la Ligue professionnelle et le vainqueur de la Coupe des nations.
Neuf équipes s'affrontent seize fois chacun en un seul groupe, l'équipe gagnante marque trois points, un point pour les deux équipes en cas de partage, un point bonus pour l'équipe gagnante aux tirs au but après partage en temps réglementaire, et l'équipe perdante n'en marque aucun. À l'issue de la saison, l'équipe qui termine neuvième et dernière du classement général sera reléguée à la Coupe des nations 2025-2026.
Pour les saisons 2023-2024 et 2024-2025, l'équipe la mieux classée de la compétition obtient directement son ticket pour la Coupe du monde 2026.

### Critères de départage
En cas d'égalité de points entre plusieurs équipes, les critères suivants sont appliqués dans l'ordre indiqué pour établir leur classement:
1. Plus grand nombre de victoires,
2. Meilleure différence de buts,
3. Plus grand nombre de buts marqués,
4. Plus grand nombre de points marqués entre les équipes concernées,
5. Plus grand nombre de buts marqués de plein jeu.

## Villes et stades
Le 1er octobre 2024, la Fédération internationale de hockey a désigné les neuf lieux de réception de la sixième saison.
| \| Santiago del Estero Sydney Anvers Hangzhou Londres Berlin Bhubaneswar Amsterdam Valence Légende : · Argentine · Australie · Belgique · Chine · Angleterre · Allemagne · Inde · Pays-Bas · Espagne \| Villes hôtes de la FIH Pro League 2024-2025 |
| Santiago del Estero Sydney Anvers Hangzhou Londres Berlin Bhubaneswar Amsterdam Valence Légende : · Argentine · Australie · Belgique · Chine · Angleterre · Allemagne · Inde · Pays-Bas · Espagne                                                   |

| Santiago del Estero Sydney Anvers Hangzhou Londres Berlin Bhubaneswar Amsterdam Valence Légende : · Argentine · Australie · Belgique · Chine · Angleterre · Allemagne · Inde · Pays-Bas · Espagne |

## Phase de ligue
Le 1er octobre 2024, la Fédération internationale de hockey dévoile le calendrier de la sixième saison.

### Classement
| Rang               | Équipe      | J  | V | N | SO | P  | BP | BC | +/- | Pts | Classement mondial FIH | Classement mondial FIH | Classement mondial FIH |
| Rang               | Équipe      | J  | V | N | SO | P  | BP | BC | +/- | Pts | Avant                  | Après                  | +/-                    |
| ------------------ | ----------- | -- | - | - | -- | -- | -- | -- | --- | --- | ---------------------- | ---------------------- | ---------------------- |
| Médaille d'or      | Pays-Bas    | 16 | 7 | 7 | 7  | 2  | 38 | 29 | +9  | 35  | 1                      | 1                      | 0                      |
| Médaille d'argent  | Belgique    | 16 | 8 | 4 | 2  | 4  | 53 | 39 | +14 | 30  | 4                      | 3                      | +1                     |
| Médaille de bronze | Espagne     | 16 | 8 | 3 | 2  | 5  | 39 | 28 | +11 | 29  | 8                      | 4                      | +4                     |
| 4                  | Allemagne   | 16 | 8 | 3 | 1  | 5  | 46 | 34 | +12 | 28  | 2                      | 2                      | 0                      |
| 5                  | Australie T | 16 | 8 | 3 | 0  | 5  | 42 | 32 | +10 | 27  | 6                      | 6                      | 0                      |
| 6                  | Argentine   | 16 | 7 | 2 | 0  | 7  | 28 | 32 | -4  | 23  | 7                      | 7                      | 0                      |
| 7                  | Angleterre  | 16 | 5 | 3 | 2  | 6  | 41 | 36 | +5  | 22  | 3                      | 5                      | -2                     |
| 8                  | Inde        | 16 | 6 | 0 | 0  | 10 | 34 | 38 | -4  | 18  | 5                      | 8                      | -3                     |
| 9                  | Irlande     | 16 | 1 | 1 | 0  | 14 | 22 | 75 | -53 | 4   | 9                      | 11                     | -2                     |

|  | Nation qualifiée pour la Coupe du monde 2026     |
|  | Nation reléguée à la Coupe des nations 2025-2026 |

1. 1 2  La Belgique et les Pays-Bas sont directement qualifiés pour la Coupe du monde 2026 en tant que pays organisateurs.
2. ↑  L'Australie est directement qualifiée pour la Coupe du monde 2026 en tant qu'équipe la mieux classée de la Ligue professionnelle 2023-2024.

### Rencontres
| Match 1                | Pays-Bas                            | 1 - 1             | Allemagne                        | Wagener Stadium, Amsterdam                                                    |                                                                               |
| 30 novembre 2024 14h30 | Brinkman 30e                        | (1 - 0)           | 58e Hartkopf                     | Arbitrage : Rebecca Edwards Lukasz Zwierzchowski Arbitre vidéo : Sean Edwards | Arbitrage : Rebecca Edwards Lukasz Zwierzchowski Arbitre vidéo : Sean Edwards |
| 30 novembre 2024 14h30 | Rapport                             |                   |                                  | Arbitrage : Rebecca Edwards Lukasz Zwierzchowski Arbitre vidéo : Sean Edwards | Arbitrage : Rebecca Edwards Lukasz Zwierzchowski Arbitre vidéo : Sean Edwards |
| 30 novembre 2024 14h30 | De Mol · Bijen · Bukkens · Brinkman | Tirs au but 4 - 1 | H. Müller · Struthoff · Hartkopf | Arbitrage : Rebecca Edwards Lukasz Zwierzchowski Arbitre vidéo : Sean Edwards | Arbitrage : Rebecca Edwards Lukasz Zwierzchowski Arbitre vidéo : Sean Edwards |

| Match 2                 | Pays-Bas                        | 1 - 1             | Belgique                              | Wagener Stadium, Amsterdam                                              |                                                                         |
| 1er décembre 2024 14h30 | Van Dam 25e                     | (1 - 1)           | 14e Stockbroekx                       | Arbitrage : Sean Edwards Gemma Calderon Arbitre vidéo : Rebecca Edwards | Arbitrage : Sean Edwards Gemma Calderon Arbitre vidéo : Rebecca Edwards |
| 1er décembre 2024 14h30 | Rapport                         |                   |                                       | Arbitrage : Sean Edwards Gemma Calderon Arbitre vidéo : Rebecca Edwards | Arbitrage : Sean Edwards Gemma Calderon Arbitre vidéo : Rebecca Edwards |
| 1er décembre 2024 14h30 | Pieters · Bijen · De Mol · Veen | Tirs au but 3 - 1 | Duvekot · Van Dessel · Boccard · Kina | Arbitrage : Sean Edwards Gemma Calderon Arbitre vidéo : Rebecca Edwards | Arbitrage : Sean Edwards Gemma Calderon Arbitre vidéo : Rebecca Edwards |

| Match 3               | Belgique                        | 4 - 3   | Allemagne                                | Wagener Stadium, Amsterdam                                                      |                                                                                 |
| 2 décembre 2024 14h30 | Duvekot 4e · Boon 11e, 16e, 55e | (3 - 0) | 48e Zwicker · 57e Sperling · 60e Peillat | Arbitrage : Rebecca Edwards Lukasz Zwierzchowski Arbitre vidéo : Gemma Calderon | Arbitrage : Rebecca Edwards Lukasz Zwierzchowski Arbitre vidéo : Gemma Calderon |
| 2 décembre 2024 14h30 | Rapport                         |         |                                          | Arbitrage : Rebecca Edwards Lukasz Zwierzchowski Arbitre vidéo : Gemma Calderon | Arbitrage : Rebecca Edwards Lukasz Zwierzchowski Arbitre vidéo : Gemma Calderon |

| Match 4               | Pays-Bas                   | 2 - 3   | Allemagne                                  | Wagener Stadium, Amsterdam                                     |                                                                |
| 7 décembre 2024 14h30 | Janssen 37e · Brinkman 59e | (0 - 2) | 10e Schwarzhaupt · 17e Peillat · 43e Prinz | Arbitrage : Dan Barstow Ivona Makar Arbitre vidéo : Bruce Bale | Arbitrage : Dan Barstow Ivona Makar Arbitre vidéo : Bruce Bale |
| 7 décembre 2024 14h30 | Rapport                    |         |                                            | Arbitrage : Dan Barstow Ivona Makar Arbitre vidéo : Bruce Bale | Arbitrage : Dan Barstow Ivona Makar Arbitre vidéo : Bruce Bale |

| Match 5               | Pays-Bas                          | 3 - 3             | Belgique                                    | Wagener Stadium, Amsterdam                                      |                                                                 |
| 8 décembre 2024 14h30 | Bijen 11e, 28e · Van der Veen 27e | (3 - 2)           | 1e, 45e Boon · 22e Stockbroekx              | Arbitrage : Alison Keogh Bruce Bale Arbitre vidéo : Dan Barstow | Arbitrage : Alison Keogh Bruce Bale Arbitre vidéo : Dan Barstow |
| 8 décembre 2024 14h30 | Rapport                           |                   |                                             | Arbitrage : Alison Keogh Bruce Bale Arbitre vidéo : Dan Barstow | Arbitrage : Alison Keogh Bruce Bale Arbitre vidéo : Dan Barstow |
| 8 décembre 2024 14h30 | De Mol · Bijen · Brinkman · Veen  | Tirs au but 3 - 1 | Boccard · Willems · De Sloover · Van Dessel | Arbitrage : Alison Keogh Bruce Bale Arbitre vidéo : Dan Barstow | Arbitrage : Alison Keogh Bruce Bale Arbitre vidéo : Dan Barstow |

| Match 6               | Allemagne                              | 3 - 6   | Belgique                                                        | Wagener Stadium, Amsterdam                                       |                                                                  |
| 9 décembre 2024 14h30 | Hartkopf 18e · Prinz 26e · Mazkour 43e | (2 - 2) | 5e Ghislain · 15e, 42e, 51e Boon · 49e Hellin · 50e Stockbroekx | Arbitrage : Alison Keogh Dan Barstow Arbitre vidéo : Ivona Makar | Arbitrage : Alison Keogh Dan Barstow Arbitre vidéo : Ivona Makar |
| 9 décembre 2024 14h30 | Rapport                                |         |                                                                 | Arbitrage : Alison Keogh Dan Barstow Arbitre vidéo : Ivona Makar | Arbitrage : Alison Keogh Dan Barstow Arbitre vidéo : Ivona Makar |

| Match 7                | Argentine   | 1 - 3   | Angleterre                   | Santiago del Estero Hockey Club, Santiago del Estero                  |                                                                       |
| 10 décembre 2024 21h30 | Merlini 48e | (0 - 1) | 14e Rushmere · 41e, 54e Ward | Arbitrage : Sean Rapaport Tyler Klenk Arbitre vidéo : Benjamin Peters | Arbitrage : Sean Rapaport Tyler Klenk Arbitre vidéo : Benjamin Peters |
| 10 décembre 2024 21h30 | Rapport     |         |                              | Arbitrage : Sean Rapaport Tyler Klenk Arbitre vidéo : Benjamin Peters | Arbitrage : Sean Rapaport Tyler Klenk Arbitre vidéo : Benjamin Peters |

| Match 8                | Angleterre                                        | 3 - 3             | Irlande                                         | Santiago del Estero Hockey Club, Santiago del Estero                  |                                                                       |
| 11 décembre 2024 21h30 | Albery 48e · Waller 57e · Wallace 57e             | (0 - 2)           | 4e A. Walker · 16e Lynch · 50e Cole             | Arbitrage : Benjamin Peters Tyler Klenk Arbitre vidéo : Sean Rapaport | Arbitrage : Benjamin Peters Tyler Klenk Arbitre vidéo : Sean Rapaport |
| 11 décembre 2024 21h30 | Rapport                                           |                   |                                                 | Arbitrage : Benjamin Peters Tyler Klenk Arbitre vidéo : Sean Rapaport | Arbitrage : Benjamin Peters Tyler Klenk Arbitre vidéo : Sean Rapaport |
| 11 décembre 2024 21h30 | Albery · Williamson · Rushmere · Waller · Wallace | Tirs au but 3 - 2 | Walsh · B. Walker · Lynch · C. Empey · A. Empey | Arbitrage : Benjamin Peters Tyler Klenk Arbitre vidéo : Sean Rapaport | Arbitrage : Benjamin Peters Tyler Klenk Arbitre vidéo : Sean Rapaport |

| Match 9                | Argentine     | 1 - 0   | Irlande | Santiago del Estero Hockey Club, Santiago del Estero                         |                                                                              |
| 12 décembre 2024 21h30 | T. Domene 60e | (0 - 0) |         | Arbitrage : Jonathan Altamirano Sean Rapaport Arbitre vidéo : Victoria Pazos | Arbitrage : Jonathan Altamirano Sean Rapaport Arbitre vidéo : Victoria Pazos |
| 12 décembre 2024 21h30 | Rapport       |         |         | Arbitrage : Jonathan Altamirano Sean Rapaport Arbitre vidéo : Victoria Pazos | Arbitrage : Jonathan Altamirano Sean Rapaport Arbitre vidéo : Victoria Pazos |

| Match 10               | Argentine     | 1 - 3   | Angleterre                | Santiago del Estero Hockey Club, Santiago del Estero                       |                                                                            |
| 13 décembre 2024 21h30 | T. Domene 43e | (0 - 2) | (2x)2e Ward · 38e Wallace | Arbitrage : Victoria Pazos Benjamin Peters Arbitre vidéo : Pauline Cuypers | Arbitrage : Victoria Pazos Benjamin Peters Arbitre vidéo : Pauline Cuypers |
| 13 décembre 2024 21h30 | Rapport       |         |                           | Arbitrage : Victoria Pazos Benjamin Peters Arbitre vidéo : Pauline Cuypers | Arbitrage : Victoria Pazos Benjamin Peters Arbitre vidéo : Pauline Cuypers |

| Match 11               | Irlande | 0 - 8   | Angleterre                                                         | Santiago del Estero Hockey Club, Santiago del Estero                  |                                                                       |
| 14 décembre 2024 21h30 |         | (0 - 4) | 6e, 16e Hooper · 7e Rushmere · 15e, 37e, 44e, 48e Ward · 45e Bhuhi | Arbitrage : Sean Rapaport Tyler Klenk Arbitre vidéo : Benjamin Peters | Arbitrage : Sean Rapaport Tyler Klenk Arbitre vidéo : Benjamin Peters |
| 14 décembre 2024 21h30 | Rapport |         |                                                                    | Arbitrage : Sean Rapaport Tyler Klenk Arbitre vidéo : Benjamin Peters | Arbitrage : Sean Rapaport Tyler Klenk Arbitre vidéo : Benjamin Peters |

| Match 12               | Argentine                           | 4 - 3   | Irlande                                | Santiago del Estero Hockey Club, Santiago del Estero                  |                                                                       |
| 15 décembre 2024 21h30 | T. Domene 5e, 9e, 38e · Capurro 49e | (2 - 2) | 3e B. Nelson · 15e A. Empey · 43e Cole | Arbitrage : Tyler Klenk Sean Rapaport Arbitre vidéo : Benjamin Peters | Arbitrage : Tyler Klenk Sean Rapaport Arbitre vidéo : Benjamin Peters |
| 15 décembre 2024 21h30 | Rapport                             |         |                                        | Arbitrage : Tyler Klenk Sean Rapaport Arbitre vidéo : Benjamin Peters | Arbitrage : Tyler Klenk Sean Rapaport Arbitre vidéo : Benjamin Peters |

| Match 13             | Pays-Bas                                                | 4 - 2   | Espagne                    | Sydney Olympic Park Hockey Centre, Sydney                           |                                                                     |
| 4 février 2025 17h30 | Bukkens 27e · Bijen 32e · Veen 34e · Van Heijningen 40e | (1 - 0) | 45e Álvarez · 59e Basterra | Arbitrage : David Tomlinson You Hyosik Arbitre vidéo : Liu Xiaoying | Arbitrage : David Tomlinson You Hyosik Arbitre vidéo : Liu Xiaoying |
| 4 février 2025 17h30 | Rapport                                                 |         |                            | Arbitrage : David Tomlinson You Hyosik Arbitre vidéo : Liu Xiaoying | Arbitrage : David Tomlinson You Hyosik Arbitre vidéo : Liu Xiaoying |

| Match 14             | Australie   | 1 - 2   | Espagne                    | Sydney Olympic Park Hockey Centre, Sydney                             |                                                                       |
| 5 février 2025 17h30 | Willott 58e | (0 - 1) | 27e Petchamé · 50e Álvarez | Arbitrage : Amber Church David Tomlinson Arbitre vidéo : Liu Xiaoying | Arbitrage : Amber Church David Tomlinson Arbitre vidéo : Liu Xiaoying |
| 5 février 2025 17h30 | Rapport     |         |                            | Arbitrage : Amber Church David Tomlinson Arbitre vidéo : Liu Xiaoying | Arbitrage : Amber Church David Tomlinson Arbitre vidéo : Liu Xiaoying |

| Match 15             | Australie                                           | 4 - 2   | Pays-Bas                    | Sydney Olympic Park Hockey Centre, Sydney                               |                                                                         |
| 6 février 2025 17h30 | J. Harvie 27e · Atkin 34e · Burns 43e · Willott 48e | (1 - 0) | 44e Bijen · 46e Hoedemakers | Arbitrage : David Tomlinson Liu Xiaoying Arbitre vidéo : Katrina Turner | Arbitrage : David Tomlinson Liu Xiaoying Arbitre vidéo : Katrina Turner |
| 6 février 2025 17h30 | Rapport                                             |         |                             | Arbitrage : David Tomlinson Liu Xiaoying Arbitre vidéo : Katrina Turner | Arbitrage : David Tomlinson Liu Xiaoying Arbitre vidéo : Katrina Turner |

| Match 16             | Espagne    | 1 - 2   | Pays-Bas                       | Sydney Olympic Park Hockey Centre, Sydney                        |                                                                  |
| 7 février 2025 17h30 | Clapés 41e | (0 - 1) | 2e Van der Heijden · 34e Bijen | Arbitrage : Amber Church You Hyosik Arbitre vidéo : Liu Xiaoying | Arbitrage : Amber Church You Hyosik Arbitre vidéo : Liu Xiaoying |
| 7 février 2025 17h30 | Rapport    |         |                                | Arbitrage : Amber Church You Hyosik Arbitre vidéo : Liu Xiaoying | Arbitrage : Amber Church You Hyosik Arbitre vidéo : Liu Xiaoying |

| Match 17             | Australie                  | 1 - 1             | Espagne                      | Sydney Olympic Park Hockey Centre, Sydney                           |                                                                     |
| 8 février 2025 17h30 | Willott 24e                | (1 - 1)           | 17e Pa. Cunill               | Arbitrage : David Tomlinson Liu Xiaoying Arbitre vidéo : You Hyosik | Arbitrage : David Tomlinson Liu Xiaoying Arbitre vidéo : You Hyosik |
| 8 février 2025 17h30 | Rapport                    |                   |                              | Arbitrage : David Tomlinson Liu Xiaoying Arbitre vidéo : You Hyosik | Arbitrage : David Tomlinson Liu Xiaoying Arbitre vidéo : You Hyosik |
| 8 février 2025 17h30 | Burns · Marais · Otterbach | Tirs au but 0 - 3 | Gispert · Pe. Cunill · Reyné | Arbitrage : David Tomlinson Liu Xiaoying Arbitre vidéo : You Hyosik | Arbitrage : David Tomlinson Liu Xiaoying Arbitre vidéo : You Hyosik |

| Match 18             | Australie                                  | 4 - 4             | Pays-Bas                                              | Sydney Olympic Park Hockey Centre, Sydney                           |                                                                     |
| 9 février 2025 17h30 | Hayward 27e, 34e · White 28e, 36e          | (2 - 1)           | 7e De Vilder · 47e, 57e Van der Heijden · 50e Bukkens | Arbitrage : David Tomlinson You Hyosik Arbitre vidéo : Liu Xiaoying | Arbitrage : David Tomlinson You Hyosik Arbitre vidéo : Liu Xiaoying |
| 9 février 2025 17h30 | Rapport                                    |                   |                                                       | Arbitrage : David Tomlinson You Hyosik Arbitre vidéo : Liu Xiaoying | Arbitrage : David Tomlinson You Hyosik Arbitre vidéo : Liu Xiaoying |
| 9 février 2025 17h30 | Ephraums · J. Harvie · Willott · Henderson | Tirs au but 1 - 3 | Croon · Bijen · De Mol                                | Arbitrage : David Tomlinson You Hyosik Arbitre vidéo : Liu Xiaoying | Arbitrage : David Tomlinson You Hyosik Arbitre vidéo : Liu Xiaoying |

| Match 19              | Inde         | 1 - 3   | Espagne                             | Kalinga Stadium, Bhubaneswar                                              |                                                                           |
| 15 février 2025 19h30 | Sukhjeet 25e | (1 - 1) | 28e Lacalle · 38e Cobos · 56e Avila | Arbitrage : Timothy Sheahan Annelize Rostron Arbitre vidéo : Bevan Nichol | Arbitrage : Timothy Sheahan Annelize Rostron Arbitre vidéo : Bevan Nichol |
| 15 février 2025 19h30 | Rapport      |         |                                     | Arbitrage : Timothy Sheahan Annelize Rostron Arbitre vidéo : Bevan Nichol | Arbitrage : Timothy Sheahan Annelize Rostron Arbitre vidéo : Bevan Nichol |

| Match 20              | Inde                       | 2 - 0   | Espagne | Kalinga Stadium, Bhubaneswar                                           |                                                                        |
| 16 février 2025 19h30 | Mandeep 32e · Dilpreet 39e | (0 - 0) |         | Arbitrage : Rawi Anbananthan Bevan Nichol Arbitre vidéo : Wanri Venter | Arbitrage : Rawi Anbananthan Bevan Nichol Arbitre vidéo : Wanri Venter |
| 16 février 2025 19h30 | Rapport                    |         |         | Arbitrage : Rawi Anbananthan Bevan Nichol Arbitre vidéo : Wanri Venter | Arbitrage : Rawi Anbananthan Bevan Nichol Arbitre vidéo : Wanri Venter |

| Match 21              | Angleterre                                               | 2 - 2             | Espagne                                        | Kalinga Stadium, Bhubaneswar                                                |                                                                             |
| 18 février 2025 15h00 | Payton 13e · Ward 32e                                    | (1 - 0)           | 49e Álvarez · 53e Font                         | Arbitrage : Ahmed Elsayed Annelize Rostron Arbitre vidéo : Rawi Anbananthan | Arbitrage : Ahmed Elsayed Annelize Rostron Arbitre vidéo : Rawi Anbananthan |
| 18 février 2025 15h00 | Rapport                                                  |                   |                                                | Arbitrage : Ahmed Elsayed Annelize Rostron Arbitre vidéo : Rawi Anbananthan | Arbitrage : Ahmed Elsayed Annelize Rostron Arbitre vidéo : Rawi Anbananthan |
| 18 février 2025 15h00 | Albery · Rushmere · Williamson · Payton · Sturch-Hibbitt | Tirs au but 1 - 0 | Gispert · Pe. Cunill · Reyné · Font · Basterra | Arbitrage : Ahmed Elsayed Annelize Rostron Arbitre vidéo : Rawi Anbananthan | Arbitrage : Ahmed Elsayed Annelize Rostron Arbitre vidéo : Rawi Anbananthan |

| Match 22              | Inde        | 1 - 4   | Allemagne                                              | Kalinga Stadium, Bhubaneswar                                           |                                                                        |
| 18 février 2025 19h30 | Gurjant 13e | (1 - 2) | 7e Sperling · 14e Prinz · 48e Struthoff · 55e Hartkopf | Arbitrage : Wanri Venter Bevan Nichol Arbitre vidéo : Annelize Rostron | Arbitrage : Wanri Venter Bevan Nichol Arbitre vidéo : Annelize Rostron |
| 18 février 2025 19h30 | Rapport     |         |                                                        | Arbitrage : Wanri Venter Bevan Nichol Arbitre vidéo : Annelize Rostron | Arbitrage : Wanri Venter Bevan Nichol Arbitre vidéo : Annelize Rostron |

| Match 23              | Espagne                                                | 4 - 1   | Angleterre  | Kalinga Stadium, Bhubaneswar                                             |                                                                          |
| 19 février 2025 15h00 | Menini 9e · Lacalle 21e · Pe. Cunill 37e · Álvarez 49e | (2 - 0) | 50e Ramshaw | Arbitrage : Timothy Sheahan Wanri Venter Arbitre vidéo : Junko Wagatsuma | Arbitrage : Timothy Sheahan Wanri Venter Arbitre vidéo : Junko Wagatsuma |
| 19 février 2025 15h00 | Rapport                                                |         |             | Arbitrage : Timothy Sheahan Wanri Venter Arbitre vidéo : Junko Wagatsuma | Arbitrage : Timothy Sheahan Wanri Venter Arbitre vidéo : Junko Wagatsuma |

| Match 24              | Inde       | 1 - 0   | Allemagne | Kalinga Stadium, Bhubaneswar                                               |                                                                            |
| 19 février 2025 17h15 | Gurjant 4e | (1 - 0) |           | Arbitrage : Rawi Anbananthan Annelize Rostron Arbitre vidéo : Bevan Nichol | Arbitrage : Rawi Anbananthan Annelize Rostron Arbitre vidéo : Bevan Nichol |
| 19 février 2025 17h15 | Rapport    |         |           | Arbitrage : Rawi Anbananthan Annelize Rostron Arbitre vidéo : Bevan Nichol | Arbitrage : Rawi Anbananthan Annelize Rostron Arbitre vidéo : Bevan Nichol |

| Match 25              | Argentine                                | 3 - 5   | Belgique                                          | Santiago del Estero Hockey Club, Santiago del Estero                  |                                                                       |
| 19 février 2025 19h00 | L. Toscani 10e · Habif 58e · Capurro 60e | (1 - 2) | 13e, 22e, 60e Boon · 31e Hellin · 50e Stockbroekx | Arbitrage : Raphaël Adrien Darren Hubach Arbitre vidéo : Sean Edwards | Arbitrage : Raphaël Adrien Darren Hubach Arbitre vidéo : Sean Edwards |
| 19 février 2025 19h00 | Rapport                                  |         |                                                   | Arbitrage : Raphaël Adrien Darren Hubach Arbitre vidéo : Sean Edwards | Arbitrage : Raphaël Adrien Darren Hubach Arbitre vidéo : Sean Edwards |

| Match 26              | Argentine | 0 - 2   | Australie             | Santiago del Estero Hockey Club, Santiago del Estero                  |                                                                       |
| 20 février 2025 19h00 |           | (0 - 2) | 12e Brand · 26e Burns | Arbitrage : Sean Edwards Darren Hubach Arbitre vidéo : Maggie Giddens | Arbitrage : Sean Edwards Darren Hubach Arbitre vidéo : Maggie Giddens |
| 20 février 2025 19h00 | Rapport   |         |                       | Arbitrage : Sean Edwards Darren Hubach Arbitre vidéo : Maggie Giddens | Arbitrage : Sean Edwards Darren Hubach Arbitre vidéo : Maggie Giddens |

| Match 27              | Australie                                                  | 2 - 2             | Belgique                                                      | Santiago del Estero Hockey Club, Santiago del Estero                      |                                                                           |
| 21 février 2025 19h00 | Geddes 15e · Welch 53e                                     | (1 - 0)           | 36e, 51e Boon                                                 | Arbitrage : Sean Edwards Sophie Bockelmann Arbitre vidéo : Raphaël Adrien | Arbitrage : Sean Edwards Sophie Bockelmann Arbitre vidéo : Raphaël Adrien |
| 21 février 2025 19h00 | Rapport                                                    |                   |                                                               | Arbitrage : Sean Edwards Sophie Bockelmann Arbitre vidéo : Raphaël Adrien | Arbitrage : Sean Edwards Sophie Bockelmann Arbitre vidéo : Raphaël Adrien |
| 21 février 2025 19h00 | Brand · Ephraums · Willott · Marais · Welch · ---- · Brand | Tirs au but 3 - 4 | Boccard · De Sloover · Van Dessel · Kina · Boon · ---- · Kina | Arbitrage : Sean Edwards Sophie Bockelmann Arbitre vidéo : Raphaël Adrien | Arbitrage : Sean Edwards Sophie Bockelmann Arbitre vidéo : Raphaël Adrien |

| Match 28              | Inde                                         | 3 - 1   | Irlande   | Kalinga Stadium, Bhubaneswar                                           |                                                                        |
| 21 février 2025 19h30 | Mandeep 22e · Jarmanpreet 45e · Sukhjeet 58e | (1 - 1) | 8e Duncan | Arbitrage : Ahmed Elsayed Wanri Venter Arbitre vidéo : Timothy Sheahan | Arbitrage : Ahmed Elsayed Wanri Venter Arbitre vidéo : Timothy Sheahan |
| 21 février 2025 19h30 | Rapport                                      |         |           | Arbitrage : Ahmed Elsayed Wanri Venter Arbitre vidéo : Timothy Sheahan | Arbitrage : Ahmed Elsayed Wanri Venter Arbitre vidéo : Timothy Sheahan |

| Match 29              | Argentine | 0 - 1   | Belgique | Santiago del Estero Hockey Club, Santiago del Estero                       |                                                                            |
| 22 février 2025 19h00 |           | (0 - 0) | 60e Boon | Arbitrage : Raphaël Adrien Darren Hubach Arbitre vidéo : Sophie Bockelmann | Arbitrage : Raphaël Adrien Darren Hubach Arbitre vidéo : Sophie Bockelmann |
| 22 février 2025 19h00 | Rapport   |         |          | Arbitrage : Raphaël Adrien Darren Hubach Arbitre vidéo : Sophie Bockelmann | Arbitrage : Raphaël Adrien Darren Hubach Arbitre vidéo : Sophie Bockelmann |

| Match 30              | Inde                                                  | 4 - 0   | Irlande | Kalinga Stadium, Bhubaneswar                                               |                                                                            |
| 22 février 2025 19h30 | Nilam 14e · Mandeep 24e · Abhishek 28e · Shamsher 34e | (3 - 0) |         | Arbitrage : Annelize Rostron Rawi Anbananthan Arbitre vidéo : Wanri Venter | Arbitrage : Annelize Rostron Rawi Anbananthan Arbitre vidéo : Wanri Venter |
| 22 février 2025 19h30 | Rapport                                               |         |         | Arbitrage : Annelize Rostron Rawi Anbananthan Arbitre vidéo : Wanri Venter | Arbitrage : Annelize Rostron Rawi Anbananthan Arbitre vidéo : Wanri Venter |

| Match 31              | Argentine   | 1 - 0   | Australie | Santiago del Estero Hockey Club, Santiago del Estero                  |                                                                       |
| 23 février 2025 19h00 | Capurro 32e | (0 - 0) |           | Arbitrage : Raphaël Adrien Sean Edwards Arbitre vidéo : Darren Hubach | Arbitrage : Raphaël Adrien Sean Edwards Arbitre vidéo : Darren Hubach |
| 23 février 2025 19h00 | Rapport     |         |           | Arbitrage : Raphaël Adrien Sean Edwards Arbitre vidéo : Darren Hubach | Arbitrage : Raphaël Adrien Sean Edwards Arbitre vidéo : Darren Hubach |

| Match 32              | Allemagne                                                                                                   | 8 - 2   | Irlande                      | Kalinga Stadium, Bhubaneswar                                                  |                                                                               |
| 24 février 2025 15h00 | Prinz 7e · Struthoff 10e, 59e · Kaufmann 28e · Hartkopf 30e · Mertgens 42e · Schwarzhaupt 44e · Peillat 56e | (4 - 2) | 27e M. Nelson · 29e McKibbin | Arbitrage : Rawi Anbananthan Junko Wagatsuma Arbitre vidéo : Annelize Rostron | Arbitrage : Rawi Anbananthan Junko Wagatsuma Arbitre vidéo : Annelize Rostron |
| 24 février 2025 15h00 | Rapport |         |                              | Arbitrage : Rawi Anbananthan Junko Wagatsuma Arbitre vidéo : Annelize Rostron | Arbitrage : Rawi Anbananthan Junko Wagatsuma Arbitre vidéo : Annelize Rostron |

| Match 33              | Belgique      | 1 - 3   | Australie                            | Santiago del Estero Hockey Club, Santiago del Estero                  |                                                                       |
| 24 février 2025 19h00 | De Kerpel 48e | (0 - 2) | 14e Welch · 23e Ephraums · 44e Burns | Arbitrage : Sean Edwards Darren Hubach Arbitre vidéo : Maggie Giddens | Arbitrage : Sean Edwards Darren Hubach Arbitre vidéo : Maggie Giddens |
| 24 février 2025 19h00 | Rapport       |         |                                      | Arbitrage : Sean Edwards Darren Hubach Arbitre vidéo : Maggie Giddens | Arbitrage : Sean Edwards Darren Hubach Arbitre vidéo : Maggie Giddens |

| Match 34              | Inde                        | 2 - 3   | Angleterre                 | Kalinga Stadium, Bhubaneswar                                              |                                                                           |
| 24 février 2025 19h30 | Abhishek 18e · Sukhjeet 39e | (1 - 3) | 15e Payton · 19e, 29e Ward | Arbitrage : Bevan Nichol Timothy Sheahan Arbitre vidéo : Rawi Anbananthan | Arbitrage : Bevan Nichol Timothy Sheahan Arbitre vidéo : Rawi Anbananthan |
| 24 février 2025 19h30 | Rapport                     |         |                            | Arbitrage : Bevan Nichol Timothy Sheahan Arbitre vidéo : Rawi Anbananthan | Arbitrage : Bevan Nichol Timothy Sheahan Arbitre vidéo : Rawi Anbananthan |

| Match 35              | Irlande                       | 2 - 4   | Allemagne                                    | Kalinga Stadium, Bhubaneswar                                           |                                                                        |
| 25 février 2025 15h00 | M. Nelson 14e · B. Nelson 26e | (2 - 2) | 21e Kleinlein · 29e Prinz · 49e, 57e Hellwig | Arbitrage : Timothy Sheahan Bevan Nichol Arbitre vidéo : Ahmed Elsayed | Arbitrage : Timothy Sheahan Bevan Nichol Arbitre vidéo : Ahmed Elsayed |
| 25 février 2025 15h00 | Rapport                       |         |                                              | Arbitrage : Timothy Sheahan Bevan Nichol Arbitre vidéo : Ahmed Elsayed | Arbitrage : Timothy Sheahan Bevan Nichol Arbitre vidéo : Ahmed Elsayed |

| Match 36              | Inde                 | 2 - 1   | Angleterre     | Kalinga Stadium, Bhubaneswar                                               |                                                                            |
| 25 février 2025 19h30 | Harmanpreet 26e, 32e | (1 - 1) | 30e Williamson | Arbitrage : Rawi Anbananthan Wanri Venter Arbitre vidéo : Annelize Rostron | Arbitrage : Rawi Anbananthan Wanri Venter Arbitre vidéo : Annelize Rostron |
| 25 février 2025 19h30 | Rapport              |         |                | Arbitrage : Rawi Anbananthan Wanri Venter Arbitre vidéo : Annelize Rostron | Arbitrage : Rawi Anbananthan Wanri Venter Arbitre vidéo : Annelize Rostron |

| Match 37          | Espagne | 0 - 1   | Argentine       | Estadio Betero, Valence                                                     |                                                                             |
| 7 juin 2025 13h30 |         | (0 - 0) | 41e Della Torre | Arbitrage : Jonas van't Hek Pauline Cuypers Arbitre vidéo : Rebecca Edwards | Arbitrage : Jonas van't Hek Pauline Cuypers Arbitre vidéo : Rebecca Edwards |
| 7 juin 2025 13h30 | Rapport |         |                 | Arbitrage : Jonas van't Hek Pauline Cuypers Arbitre vidéo : Rebecca Edwards | Arbitrage : Jonas van't Hek Pauline Cuypers Arbitre vidéo : Rebecca Edwards |

| Match 38          | Pays-Bas         | 2 - 1   | Inde            | Wagener Stadium, Amsterdam                                                        |                                                                                   |
| 7 juin 2025 16h00 | Van Dam 25e, 58e | (1 - 1) | 19e Harmanpreet | Arbitrage : Lukasz Zwierzchowski Sébastien Michielsen Arbitre vidéo : Ben Göntgen | Arbitrage : Lukasz Zwierzchowski Sébastien Michielsen Arbitre vidéo : Ben Göntgen |
| 7 juin 2025 16h00 | Rapport          |         |                 | Arbitrage : Lukasz Zwierzchowski Sébastien Michielsen Arbitre vidéo : Ben Göntgen | Arbitrage : Lukasz Zwierzchowski Sébastien Michielsen Arbitre vidéo : Ben Göntgen |

| Match 39          | Espagne                                | 3 - 2   | Argentine                    | Estadio Betero, Valence                                                    |                                                                            |
| 8 juin 2025 13h30 | Iglesias 10e · Álvarez 22e · Avila 25e | (3 - 0) | 40e Mendez · 55e Della Torre | Arbitrage : Rebecca Edwards Daniël Veerman Arbitre vidéo : Pauline Cuypers | Arbitrage : Rebecca Edwards Daniël Veerman Arbitre vidéo : Pauline Cuypers |
| 8 juin 2025 13h30 | Rapport                                |         |                              | Arbitrage : Rebecca Edwards Daniël Veerman Arbitre vidéo : Pauline Cuypers | Arbitrage : Rebecca Edwards Daniël Veerman Arbitre vidéo : Pauline Cuypers |

| Match 40          | Pays-Bas                                    | 3 - 2   | Inde                      | Wagener Stadium, Amsterdam                                               |                                                                          |
| 9 juin 2025 14h30 | Van Dam 24e · Hoedemakers 33e · Janssen 57e | (1 - 1) | 20e Abhishek · 54e Jugraj | Arbitrage : Ben Göntgen Magali Sergeant Arbitre vidéo : Michael Dutrieux | Arbitrage : Ben Göntgen Magali Sergeant Arbitre vidéo : Michael Dutrieux |
| 9 juin 2025 14h30 | Rapport                                     |         |                           | Arbitrage : Ben Göntgen Magali Sergeant Arbitre vidéo : Michael Dutrieux | Arbitrage : Ben Göntgen Magali Sergeant Arbitre vidéo : Michael Dutrieux |

| Match 41           | Argentine                                         | 4 - 3   | Inde                                | Wagener Stadium, Amsterdam                                               |                                                                          |
| 11 juin 2025 15h00 | Rey 3e · Martínez 17e · Tarazona 34e · Mendez 46e | (2 - 1) | 12e, 33e Harmanpreet · 42e Abhishek | Arbitrage : Michiel Otten Coen van Bunge Arbitre vidéo : Magali Sergeant | Arbitrage : Michiel Otten Coen van Bunge Arbitre vidéo : Magali Sergeant |
| 11 juin 2025 15h00 | Rapport                                           |         |                                     | Arbitrage : Michiel Otten Coen van Bunge Arbitre vidéo : Magali Sergeant | Arbitrage : Michiel Otten Coen van Bunge Arbitre vidéo : Magali Sergeant |

| Match 42           | Pays-Bas                                | 2 - 0   | Irlande | Wagener Stadium, Amsterdam                                                            |                                                                                       |
| 11 juin 2025 20h00 | Dommershuijzen 24e · Van Heijningen 38e | (1 - 0) |         | Arbitrage : Magali Sergeant Sébastien Michielsen Arbitre vidéo : Lukasz Zwierzchowski | Arbitrage : Magali Sergeant Sébastien Michielsen Arbitre vidéo : Lukasz Zwierzchowski |
| 11 juin 2025 20h00 | Rapport                                 |         |         | Arbitrage : Magali Sergeant Sébastien Michielsen Arbitre vidéo : Lukasz Zwierzchowski | Arbitrage : Magali Sergeant Sébastien Michielsen Arbitre vidéo : Lukasz Zwierzchowski |

| Match 43           | Inde      | 1 - 2   | Argentine         | Wagener Stadium, Amsterdam                                               |                                                                          |
| 12 juin 2025 15h00 | Jugraj 4e | (1 - 1) | 9e, 49e T. Domene | Arbitrage : Coen van Bunge Michiel Otten Arbitre vidéo : Magali Sergeant | Arbitrage : Coen van Bunge Michiel Otten Arbitre vidéo : Magali Sergeant |
| 12 juin 2025 15h00 | Rapport   |         |                   | Arbitrage : Coen van Bunge Michiel Otten Arbitre vidéo : Magali Sergeant | Arbitrage : Coen van Bunge Michiel Otten Arbitre vidéo : Magali Sergeant |

| Match 44           | Pays-Bas                                                                        | 6 - 2   | Irlande            | Wagener Stadium, Amsterdam                                           |                                                                      |
| 12 juin 2025 20h00 | Janssen 24e, 32e · Pieters 29e · Van der Heijden 37e · Troost 49e · Van Dam 60e | (2 - 0) | 47e, 59e B. Nelson | Arbitrage : Ivona Makar Michael Dutrieux Arbitre vidéo : Ben Göntgen | Arbitrage : Ivona Makar Michael Dutrieux Arbitre vidéo : Ben Göntgen |
| 12 juin 2025 20h00 | Rapport                                                                         |         |                    | Arbitrage : Ivona Makar Michael Dutrieux Arbitre vidéo : Ben Göntgen | Arbitrage : Ivona Makar Michael Dutrieux Arbitre vidéo : Ben Göntgen |

| Match 45           | Australie                              | 3 - 2   | Inde             | Wilrijkse Plein, Anvers                                                |                                                                        |
| 14 juin 2025 10h30 | Ephraums 42e · Rintala 56e · Craig 60e | (0 - 1) | 8e, 35e Abhishek | Arbitrage : Federico Silva Tim Meissner Arbitre vidéo : Daniël Veerman | Arbitrage : Federico Silva Tim Meissner Arbitre vidéo : Daniël Veerman |
| 14 juin 2025 10h30 | Rapport                                |         |                  | Arbitrage : Federico Silva Tim Meissner Arbitre vidéo : Daniël Veerman | Arbitrage : Federico Silva Tim Meissner Arbitre vidéo : Daniël Veerman |

| Match 46           | Angleterre                                     | 2 - 2             | Allemagne                                              | Lee Valley Hockey & Tennis Centre, Londres                                     |                                                                                |
| 14 juin 2025 13h15 | Wallace 38e · Rushmere 50e                     | (0 - 1)           | 13e Schwarzhaupt · 48e L. Müller                       | Arbitrage : Jonathan von Hoesslin Alison Keogh Arbitre vidéo : Irene Presenqui | Arbitrage : Jonathan von Hoesslin Alison Keogh Arbitre vidéo : Irene Presenqui |
| 14 juin 2025 13h15 | Rapport                                        |                   |                                                        | Arbitrage : Jonathan von Hoesslin Alison Keogh Arbitre vidéo : Irene Presenqui | Arbitrage : Jonathan von Hoesslin Alison Keogh Arbitre vidéo : Irene Presenqui |
| 14 juin 2025 13h15 | Calnan · Rushmere · Goodfield · Roper · Sorsby | Tirs au but 3 - 4 | Struthoff · Von Montgelas · Prinz · Weigand · Hartkopf | Arbitrage : Jonathan von Hoesslin Alison Keogh Arbitre vidéo : Irene Presenqui | Arbitrage : Jonathan von Hoesslin Alison Keogh Arbitre vidéo : Irene Presenqui |

| Match 47           | Belgique                                          | 5 - 1   | Irlande     | Wilrijkse Plein, Anvers                                                    |                                                                            |
| 14 juin 2025 15h30 | Boon 7e, 28e, 50e · Stockbroekx 22e · Duvekot 42e | (3 - 0) | 34e L. Rowe | Arbitrage : Harry Collinson Daniël Veerman Arbitre vidéo : Aleisha Neumann | Arbitrage : Harry Collinson Daniël Veerman Arbitre vidéo : Aleisha Neumann |
| 14 juin 2025 15h30 | Rapport                                           |         |             | Arbitrage : Harry Collinson Daniël Veerman Arbitre vidéo : Aleisha Neumann | Arbitrage : Harry Collinson Daniël Veerman Arbitre vidéo : Aleisha Neumann |

| Match 48           | Pays-Bas                              | 1 - 1             | Argentine                                 | Wagener Stadium, Amsterdam                                                   |                                                                              |
| 14 juin 2025 16h00 | T. Reyenga 36e                        | (0 - 1)           | 30e Capurro                               | Arbitrage : Ben Göntgen Lukasz Zwierzchowski Arbitre vidéo : Magali Sergeant | Arbitrage : Ben Göntgen Lukasz Zwierzchowski Arbitre vidéo : Magali Sergeant |
| 14 juin 2025 16h00 | Rapport                               |                   |                                           | Arbitrage : Ben Göntgen Lukasz Zwierzchowski Arbitre vidéo : Magali Sergeant | Arbitrage : Ben Göntgen Lukasz Zwierzchowski Arbitre vidéo : Magali Sergeant |
| 14 juin 2025 16h00 | Croon · Bijen · Brinkman · Middendorp | Tirs au but 4 - 2 | Mendez · T. Domene · Capurro · J. Toscani | Arbitrage : Ben Göntgen Lukasz Zwierzchowski Arbitre vidéo : Magali Sergeant | Arbitrage : Ben Göntgen Lukasz Zwierzchowski Arbitre vidéo : Magali Sergeant |

| Match 49           | Inde                     | 2 - 3   | Australie                        | Wilrijkse Plein, Anvers                                            |                                                                    |
| 15 juin 2025 10h30 | Sanjay 3e · Dilpreet 36e | (1 - 3) | 4e Brand · 5e Govers · 18e Burns | Arbitrage : Ahmed Elsayed Paul Walker Arbitre vidéo : Tim Meissner | Arbitrage : Ahmed Elsayed Paul Walker Arbitre vidéo : Tim Meissner |
| 15 juin 2025 10h30 | Rapport                  |         |                                  | Arbitrage : Ahmed Elsayed Paul Walker Arbitre vidéo : Tim Meissner | Arbitrage : Ahmed Elsayed Paul Walker Arbitre vidéo : Tim Meissner |

| Match 50           | Angleterre       | 2 - 3   | Allemagne                                | Lee Valley Hockey & Tennis Centre, Londres                                     |                                                                                |
| 15 juin 2025 12h45 | Wallace 34e, 40e | (0 - 1) | 6e Hinrichs · 39e Mazkour · 55e Hartkopf | Arbitrage : Irene Presenqui Alison Keogh Arbitre vidéo : Jonathan von Hoesslin | Arbitrage : Irene Presenqui Alison Keogh Arbitre vidéo : Jonathan von Hoesslin |
| 15 juin 2025 12h45 | Rapport          |         |                                          | Arbitrage : Irene Presenqui Alison Keogh Arbitre vidéo : Jonathan von Hoesslin | Arbitrage : Irene Presenqui Alison Keogh Arbitre vidéo : Jonathan von Hoesslin |

| Match 51           | Belgique                  | 2 - 3   | Irlande                     | Wilrijkse Plein, Anvers                                                   |                                                                           |
| 15 juin 2025 15h30 | De Kerpel 46e · Crols 60e | (0 - 0) | 35e L. Rowe · 43e, 58e Cole | Arbitrage : Aleisha Neumann Tim Meissner Arbitre vidéo : Lorijn de Kraker | Arbitrage : Aleisha Neumann Tim Meissner Arbitre vidéo : Lorijn de Kraker |
| 15 juin 2025 15h30 | Rapport                   |         |                             | Arbitrage : Aleisha Neumann Tim Meissner Arbitre vidéo : Lorijn de Kraker | Arbitrage : Aleisha Neumann Tim Meissner Arbitre vidéo : Lorijn de Kraker |

| Match 52           | Pays-Bas                   | 1 - 1             | Argentine                       | Wagener Stadium, Amsterdam                                                    |                                                                               |
| 15 juin 2025 16h00 | Brinkman 29e               | (1 - 1)           | 29e Keenan                      | Arbitrage : Ben Göntgen Michael Dutrieux Arbitre vidéo : Lukasz Zwierzchowski | Arbitrage : Ben Göntgen Michael Dutrieux Arbitre vidéo : Lukasz Zwierzchowski |
| 15 juin 2025 16h00 | Rapport                    |                   |                                 | Arbitrage : Ben Göntgen Michael Dutrieux Arbitre vidéo : Lukasz Zwierzchowski | Arbitrage : Ben Göntgen Michael Dutrieux Arbitre vidéo : Lukasz Zwierzchowski |
| 15 juin 2025 16h00 | Van Dam · Croon · Brinkman | Tirs au but 3 - 0 | Mendez · T. Domene · L. Toscani | Arbitrage : Ben Göntgen Michael Dutrieux Arbitre vidéo : Lukasz Zwierzchowski | Arbitrage : Ben Göntgen Michael Dutrieux Arbitre vidéo : Lukasz Zwierzchowski |

| Match 53           | Angleterre             | 2 - 3   | Pays-Bas                     | Lee Valley Hockey & Tennis Centre, Londres                                      |                                                                                 |
| 17 juin 2025 13h15 | Wallace 29e · Ward 39e | (1 - 3) | 10e Pieters · 16e, 25e Bijen | Arbitrage : Raphaël Adrien Jonathan von Hoesslin Arbitre vidéo : Gemma Calderon | Arbitrage : Raphaël Adrien Jonathan von Hoesslin Arbitre vidéo : Gemma Calderon |
| 17 juin 2025 13h15 | Rapport                |         |                              | Arbitrage : Raphaël Adrien Jonathan von Hoesslin Arbitre vidéo : Gemma Calderon | Arbitrage : Raphaël Adrien Jonathan von Hoesslin Arbitre vidéo : Gemma Calderon |

| Match 54           | Australie                                                            | 6 - 1   | Irlande   | Wilrijkse Plein, Anvers                                               |                                                                       |
| 17 juin 2025 15h30 | Hayward 3e · Govers 20e, 58e · Burns 36e · Otterbach 42e · Welch 43e | (2 - 1) | 13e McKee | Arbitrage : Ahmed Elsayed Harry Collinson Arbitre vidéo : Paul Walker | Arbitrage : Ahmed Elsayed Harry Collinson Arbitre vidéo : Paul Walker |
| 17 juin 2025 15h30 | Rapport                                                              |         |           | Arbitrage : Ahmed Elsayed Harry Collinson Arbitre vidéo : Paul Walker | Arbitrage : Ahmed Elsayed Harry Collinson Arbitre vidéo : Paul Walker |

| Match 55           | Belgique | 1 - 2   | Espagne                  | Wilrijkse Plein, Anvers                                               |                                                                       |
| 17 juin 2025 20h30 | Onana 7e | (1 - 2) | 22e Basterra · 25e Avila | Arbitrage : Paul Walker Daniël Veerman Arbitre vidéo : Federico Silva | Arbitrage : Paul Walker Daniël Veerman Arbitre vidéo : Federico Silva |
| 17 juin 2025 20h30 | Rapport  |         |                          | Arbitrage : Paul Walker Daniël Veerman Arbitre vidéo : Federico Silva | Arbitrage : Paul Walker Daniël Veerman Arbitre vidéo : Federico Silva |

| Match 56           | Irlande  | 1 - 6   | Australie                                                              | Wilrijkse Plein, Anvers                                                     |                                                                             |
| 18 juin 2025 15h30 | Cole 17e | (1 - 3) | 11e, 22e Ephraums · 21e Hayward · 37e Marais · 39e Atkin · 57e Willott | Arbitrage : Federico Silva Lorijn de Kraker Arbitre vidéo : Harry Collinson | Arbitrage : Federico Silva Lorijn de Kraker Arbitre vidéo : Harry Collinson |
| 18 juin 2025 15h30 | Rapport  |         |                                                                        | Arbitrage : Federico Silva Lorijn de Kraker Arbitre vidéo : Harry Collinson | Arbitrage : Federico Silva Lorijn de Kraker Arbitre vidéo : Harry Collinson |

| Match 57           | Angleterre                             | 1 - 1             | Pays-Bas                                | Lee Valley Hockey & Tennis Centre, Londres                                      |                                                                                 |
| 18 juin 2025 20h00 | Bhuhi 51e                              | (0 - 0)           | 43e Janssen                             | Arbitrage : Raphaël Adrien Gemma Calderon Arbitre vidéo : Jonathan von Hoesslin | Arbitrage : Raphaël Adrien Gemma Calderon Arbitre vidéo : Jonathan von Hoesslin |
| 18 juin 2025 20h00 | Rapport                                |                   |                                         | Arbitrage : Raphaël Adrien Gemma Calderon Arbitre vidéo : Jonathan von Hoesslin | Arbitrage : Raphaël Adrien Gemma Calderon Arbitre vidéo : Jonathan von Hoesslin |
| 18 juin 2025 20h00 | Rushmere · Goodfield · Sorsby · Waller | Tirs au but 2 - 4 | Croon · Van Dam · Brinkman · Middendorp | Arbitrage : Raphaël Adrien Gemma Calderon Arbitre vidéo : Jonathan von Hoesslin | Arbitrage : Raphaël Adrien Gemma Calderon Arbitre vidéo : Jonathan von Hoesslin |

| Match 58           | Belgique                                                                  | 6 - 3   | Espagne                                     | Wilrijkse Plein, Anvers                                                 |                                                                         |
| 18 juin 2025 20h30 | Hendrickx 15e, 26e · Boon 18e · De Sloover 22e · Hellin 47e · Duvekot 59e | (4 - 0) | 46e Miralles · 51e Álvarez · 55e Pe. Cunill | Arbitrage : Aleisha Neumann Harry Collinson Arbitre vidéo : Paul Walker | Arbitrage : Aleisha Neumann Harry Collinson Arbitre vidéo : Paul Walker |
| 18 juin 2025 20h30 | Rapport                                                                   |         |                                             | Arbitrage : Aleisha Neumann Harry Collinson Arbitre vidéo : Paul Walker | Arbitrage : Aleisha Neumann Harry Collinson Arbitre vidéo : Paul Walker |

| Match 59           | Irlande             | 2 - 4   | Espagne                                       | Wilrijkse Plein, Anvers                                              |                                                                      |
| 21 juin 2025 10h30 | McKee 3e · Cole 28e | (2 - 1) | 15e Avila · 47e, 58e Álvarez · 58e Pe. Cunill | Arbitrage : Aleisha Neumann Paul Walker Arbitre vidéo : Tim Meissner | Arbitrage : Aleisha Neumann Paul Walker Arbitre vidéo : Tim Meissner |
| 21 juin 2025 10h30 | Rapport             |         |                                               | Arbitrage : Aleisha Neumann Paul Walker Arbitre vidéo : Tim Meissner | Arbitrage : Aleisha Neumann Paul Walker Arbitre vidéo : Tim Meissner |

| Match 60           | Angleterre                           | 3 - 4   | Australie                       | Lee Valley Hockey & Tennis Centre, Londres                                       |                                                                                  |
| 21 juin 2025 15h30 | Wallace 13e · Croft 24e · Hooper 30e | (3 - 1) | 4e Burns · 39e, 46e, 47e Govers | Arbitrage : Irene Presenqui Raphaël Adrien Arbitre vidéo : Jonathan von Hoesslin | Arbitrage : Irene Presenqui Raphaël Adrien Arbitre vidéo : Jonathan von Hoesslin |
| 21 juin 2025 15h30 | Rapport                              |         |                                 | Arbitrage : Irene Presenqui Raphaël Adrien Arbitre vidéo : Jonathan von Hoesslin | Arbitrage : Irene Presenqui Raphaël Adrien Arbitre vidéo : Jonathan von Hoesslin |

| Match 61           | Belgique                                                                        | 6 - 3   | Inde                                  | Wilrijkse Plein, Anvers                                                 |                                                                         |
| 21 juin 2025 15h30 | A. Van Doren 1e, 54e · Hendrickx 28e · Duvekot 49e · Stockbroekx 53e · Boon 59e | (2 - 0) | 36e Dilpreet · 38e Mandeep · 56e Amit | Arbitrage : Tim Meissner Daniël Veerman Arbitre vidéo : Aleisha Neumann | Arbitrage : Tim Meissner Daniël Veerman Arbitre vidéo : Aleisha Neumann |
| 21 juin 2025 15h30 | Rapport                                                                         |         |                                       | Arbitrage : Tim Meissner Daniël Veerman Arbitre vidéo : Aleisha Neumann | Arbitrage : Tim Meissner Daniël Veerman Arbitre vidéo : Aleisha Neumann |

| Match 62           | Allemagne                   | 2 - 3   | Argentine                                | Berliner HC, Berlin                                                            |                                                                                |
| 21 juin 2025 19h00 | Struthoff 7e · Kaufmann 18e | (2 - 0) | 36e Capurro · 43e Mendez · 44e T. Domene | Arbitrage : Paul van den Assum Marcin Grochal Arbitre vidéo : Hideki Kinoshita | Arbitrage : Paul van den Assum Marcin Grochal Arbitre vidéo : Hideki Kinoshita |
| 21 juin 2025 19h00 | Rapport                     |         |                                          | Arbitrage : Paul van den Assum Marcin Grochal Arbitre vidéo : Hideki Kinoshita | Arbitrage : Paul van den Assum Marcin Grochal Arbitre vidéo : Hideki Kinoshita |

| Match 63           | Espagne                                                                             | 9 - 1   | Irlande       | Wilrijkse Plein, Anvers                                                  |                                                                          |
| 22 juin 2025 10h30 | Pe. Cunill 3e, 18e · Álvarez 7e · Miralles 8e, 30e, 35e · Iglesias 15e · Menini 24e | (8 - 0) | 50e B. Nelson | Arbitrage : Tim Meissner Lorijn de Kraker Arbitre vidéo : Daniël Veerman | Arbitrage : Tim Meissner Lorijn de Kraker Arbitre vidéo : Daniël Veerman |
| 22 juin 2025 10h30 | Rapport                                                                             |         |               | Arbitrage : Tim Meissner Lorijn de Kraker Arbitre vidéo : Daniël Veerman | Arbitrage : Tim Meissner Lorijn de Kraker Arbitre vidéo : Daniël Veerman |

| Match 64           | Angleterre      | 2 - 1   | Australie | Lee Valley Hockey & Tennis Centre, Londres                                      |                                                                                 |
| 22 juin 2025 14h30 | Waller 31e, 49e | (0 - 0) | 43e Brand | Arbitrage : Jonathan von Hoesslin Gemma Calderon Arbitre vidéo : Raphaël Adrien | Arbitrage : Jonathan von Hoesslin Gemma Calderon Arbitre vidéo : Raphaël Adrien |
| 22 juin 2025 14h30 | Rapport         |         |           | Arbitrage : Jonathan von Hoesslin Gemma Calderon Arbitre vidéo : Raphaël Adrien | Arbitrage : Jonathan von Hoesslin Gemma Calderon Arbitre vidéo : Raphaël Adrien |

| Match 65           | Belgique                                         | 3 - 4   | Inde                                           | Wilrijkse Plein, Anvers                                                    |                                                                            |
| 22 juin 2025 15h30 | De Sloover 8e · Stockbroekx 34e · Labouchère 41e | (1 - 1) | 21e, 35e Sukhjeet · 36e Amit · 59e Harmanpreet | Arbitrage : Daniël Veerman Harry Collinson Arbitre vidéo : ALeisha Neumann | Arbitrage : Daniël Veerman Harry Collinson Arbitre vidéo : ALeisha Neumann |
| 22 juin 2025 15h30 | Rapport                                          |         |                                                | Arbitrage : Daniël Veerman Harry Collinson Arbitre vidéo : ALeisha Neumann | Arbitrage : Daniël Veerman Harry Collinson Arbitre vidéo : ALeisha Neumann |

| Match 66           | Allemagne                                           | 4 - 3   | Argentine                      | Berliner HC, Berlin                                                          |                                                                              |
| 22 juin 2025 19h00 | Weigand 42e, 57e · H. Müller 51e · T. Grambusch 52e | (0 - 3) | 2e Keenan · 15e, 21e T. Domene | Arbitrage : Hideki Kinoshita Marcin Grochal Arbitre vidéo : Kristy Robertson | Arbitrage : Hideki Kinoshita Marcin Grochal Arbitre vidéo : Kristy Robertson |
| 22 juin 2025 19h00 | Rapport                                             |         |                                | Arbitrage : Hideki Kinoshita Marcin Grochal Arbitre vidéo : Kristy Robertson | Arbitrage : Hideki Kinoshita Marcin Grochal Arbitre vidéo : Kristy Robertson |

| Match 67           | Allemagne                                     | 3 - 2   | Australie              | Berliner HC, Berlin                                                         |                                                                             |
| 24 juin 2025 19h30 | Peillat 19e · Mertgens 35e · Schwarzhaupt 38e | (1 - 2) | 3e Govers · 8e Rintala | Arbitrage : Hannah Harrison Hideki Kinoshita Arbitre vidéo : Ayanna McClean | Arbitrage : Hannah Harrison Hideki Kinoshita Arbitre vidéo : Ayanna McClean |
| 24 juin 2025 19h30 | Rapport                                       |         |                        | Arbitrage : Hannah Harrison Hideki Kinoshita Arbitre vidéo : Ayanna McClean | Arbitrage : Hannah Harrison Hideki Kinoshita Arbitre vidéo : Ayanna McClean |

| Match 68           | Allemagne                                                      | 5 - 0   | Australie | Berliner HC, Berlin                                                         |                                                                             |
| 25 juin 2025 19h30 | Schwarzhaupt 5e · Hellwig 13e, 26e · Ludwig 19e · Hartkopf 36e | (4 - 0) |           | Arbitrage : Hideki Kinoshita Ayanna McClean Arbitre vidéo : Hannah Harrison | Arbitrage : Hideki Kinoshita Ayanna McClean Arbitre vidéo : Hannah Harrison |
| 25 juin 2025 19h30 | Rapport                                                        |         |           | Arbitrage : Hideki Kinoshita Ayanna McClean Arbitre vidéo : Hannah Harrison | Arbitrage : Hideki Kinoshita Ayanna McClean Arbitre vidéo : Hannah Harrison |

| Match 69           | Belgique                                 | 3 - 1   | Angleterre | Wilrijkse Plein, Anvers                                                 |                                                                         |
| 28 juin 2025 13h00 | Duvekot 13e · Hendrickx 20e · Wegnez 42e | (2 - 0) | 48e Payton | Arbitrage : Ole Ingwersen Kamilé Mockaityté Arbitre vidéo : Ivona Makar | Arbitrage : Ole Ingwersen Kamilé Mockaityté Arbitre vidéo : Ivona Makar |
| 28 juin 2025 13h00 | Rapport                                  |         |            | Arbitrage : Ole Ingwersen Kamilé Mockaityté Arbitre vidéo : Ivona Makar | Arbitrage : Ole Ingwersen Kamilé Mockaityté Arbitre vidéo : Ivona Makar |

| Match 70           | Allemagne                  | 1 - 1             | Espagne                       | Berliner HC, Berlin                                                             |                                                                                 |
| 28 juin 2025 19h00 | Struthoff 59e              | (0 - 0)           | 46e Cabré-Verdiell            | Arbitrage : Kristy Robertson Paul van den Assum Arbitre vidéo : Hannah Harrison | Arbitrage : Kristy Robertson Paul van den Assum Arbitre vidéo : Hannah Harrison |
| 28 juin 2025 19h00 | Rapport                    |                   |                               | Arbitrage : Kristy Robertson Paul van den Assum Arbitre vidéo : Hannah Harrison | Arbitrage : Kristy Robertson Paul van den Assum Arbitre vidéo : Hannah Harrison |
| 28 juin 2025 19h00 | Ludwig · Struthoff · Prinz | Tirs au but 0 - 3 | Gispert · Bonastre · Miralles | Arbitrage : Kristy Robertson Paul van den Assum Arbitre vidéo : Hannah Harrison | Arbitrage : Kristy Robertson Paul van den Assum Arbitre vidéo : Hannah Harrison |

| Match 71           | Belgique                                   | 4 - 4             | Angleterre                                        | Wilrijkse Plein, Anvers                                               |                                                                       |
| 29 juin 2025 13h00 | Hellin 12e · Hendrickx 35e · Boon 38e, 50e | (1 - 2)           | 9e Roper · 17e Calnan · 55e Wallace · 57e Sanford | Arbitrage : Ben Göntgen Ivona Makar Arbitre vidéo : Kamilé Mockaityté | Arbitrage : Ben Göntgen Ivona Makar Arbitre vidéo : Kamilé Mockaityté |
| 29 juin 2025 13h00 | Rapport                                    |                   |                                                   | Arbitrage : Ben Göntgen Ivona Makar Arbitre vidéo : Kamilé Mockaityté | Arbitrage : Ben Göntgen Ivona Makar Arbitre vidéo : Kamilé Mockaityté |
| 29 juin 2025 13h00 | Boon · De Sloover · A. Van Doren · Wegnez  | Tirs au but 3 - 0 | Rushmere · Wallace · Roper                        | Arbitrage : Ben Göntgen Ivona Makar Arbitre vidéo : Kamilé Mockaityté | Arbitrage : Ben Göntgen Ivona Makar Arbitre vidéo : Kamilé Mockaityté |

| Match 72           | Allemagne | 0 - 2   | Espagne                    | Berliner HC, Berlin                                                           |                                                                               |
| 29 juin 2025 19h00 |           | (0 - 1) | 29e Petchamé · 50e Gispert | Arbitrage : Paul van den Assum Hannah Harrison Arbitre vidéo : Ayanna McClean | Arbitrage : Paul van den Assum Hannah Harrison Arbitre vidéo : Ayanna McClean |
| 29 juin 2025 19h00 | Rapport   |         |                            | Arbitrage : Paul van den Assum Hannah Harrison Arbitre vidéo : Ayanna McClean | Arbitrage : Paul van den Assum Hannah Harrison Arbitre vidéo : Ayanna McClean |

## Buteurs

### 21 buts
- Tom Boon

### 12 buts
- Sam Ward

### 10 buts
- Tomás Domene

### 9 buts
- Nicolás Álvarez

### 8 buts
- Zachary Wallace

### 7 buts
- Blake Govers
- Thibeau Stockbroekx
- Koen Bijen

### 6 buts
- Raphael Hartkopf
- Abhishek Nain
- Harmanpreet Singh
- Lee Cole

### 5 buts
- Bautista Capurro
- Cooper Burns
- Nathan Ephraums
- Roman Duvekot
- Alexander Hendrickx
- Thies Prinz
- Benedikt Schwarzhaupt
- Michel Struthoff
- Sukhjeet Singh
- Ben Nelson
- Thijs van Dam
- Jip Janssen
- Pepe Cunill

### 4 buts
- Ky Willott
- Jeremy Hayward
- Guillaume Hellin
- Malte Hellwig
- Gonzalo Peillat
- Mandeep Singh
- Pepijn van der Heijden
- Bruno Avila
- Marc Miralles

### 3 buts
- Lucio Mendez
- Jack Welch
- Tim Brand
- Samuel Hooper
- Jacob Payton
- Stuart Rushmere
- Jack Waller
- Dilpreet Singh
- Thierry Brinkman

### 2 buts
- Nicolás Keenan
- Nicolás della Torre
- Benjamin White
- Davis Atkin
- Arthur van Doren
- Nicolas de Kerpel
- Arthur de Sloover
- Rohan Bhuhi
- Paul-Philipp Kaufmann
- Elian Mazkour
- Henrik Mertgens
- Florian Sperling
- Justus Weigand
- Amit Rohidas
- Jugraj Singh
- Gurjant Singh
- Johnny McKee
- Matthew Nelson
- Louis Rowe
- Steijn van Heijningen
- Miles Bukkens
- Tjep Hoedemakers
- Terrance Pieters
- José Basterra
- Álvaro Iglesias
- Borja Lacalle
- Joaquín Menini
- Pau Petchamé

### 1 but
- Thomas Habif
- Lucas Martínez
- Felipe Merlini
- Matías Rey
- Santiago Tarazona
- Lucas Toscani
- Tom Craig
- Jake Harvie
- Craig Marais
- Connar Otterbach
- Cambell Geddes
- Thomas Crols
- William Ghislain
- Hugo Labouchère
- Nelson Onana
- Victor Wegnez
- James Albery
- Will Calnan
- Henry Croft
- Matthew Ramshaw
- Phil Roper
- Liam Sanford
- Conor Williamson
- Tom Grambusch
- Teo Hinrichs
- Erik Kleinlein
- Hannes Müller
- Linus Müller
- Martin Zwicker
- Moritz Ludwig
- Sanjay Rana
- Jarmanpreet Singh
- Shamsher Singh
- Nilam Xess
- Jeremy Duncan
- Alistair Empey
- Jonathan Lynch
- Peter McKibbin
- Adam Walker
- Casper van der Veen
- Joep Troost
- Derck de Vilder
- Luke Dommershuijzen
- Lucas Veen
- Tijmen Reyenga
- Jordi Bonastre
- Pol Cabré-Verdiell
- Gerard Clapés
- Ignacio Cobos
- Pau Cunill
- Bruno Font
- Xavier Gispert